# Anna Manel·la

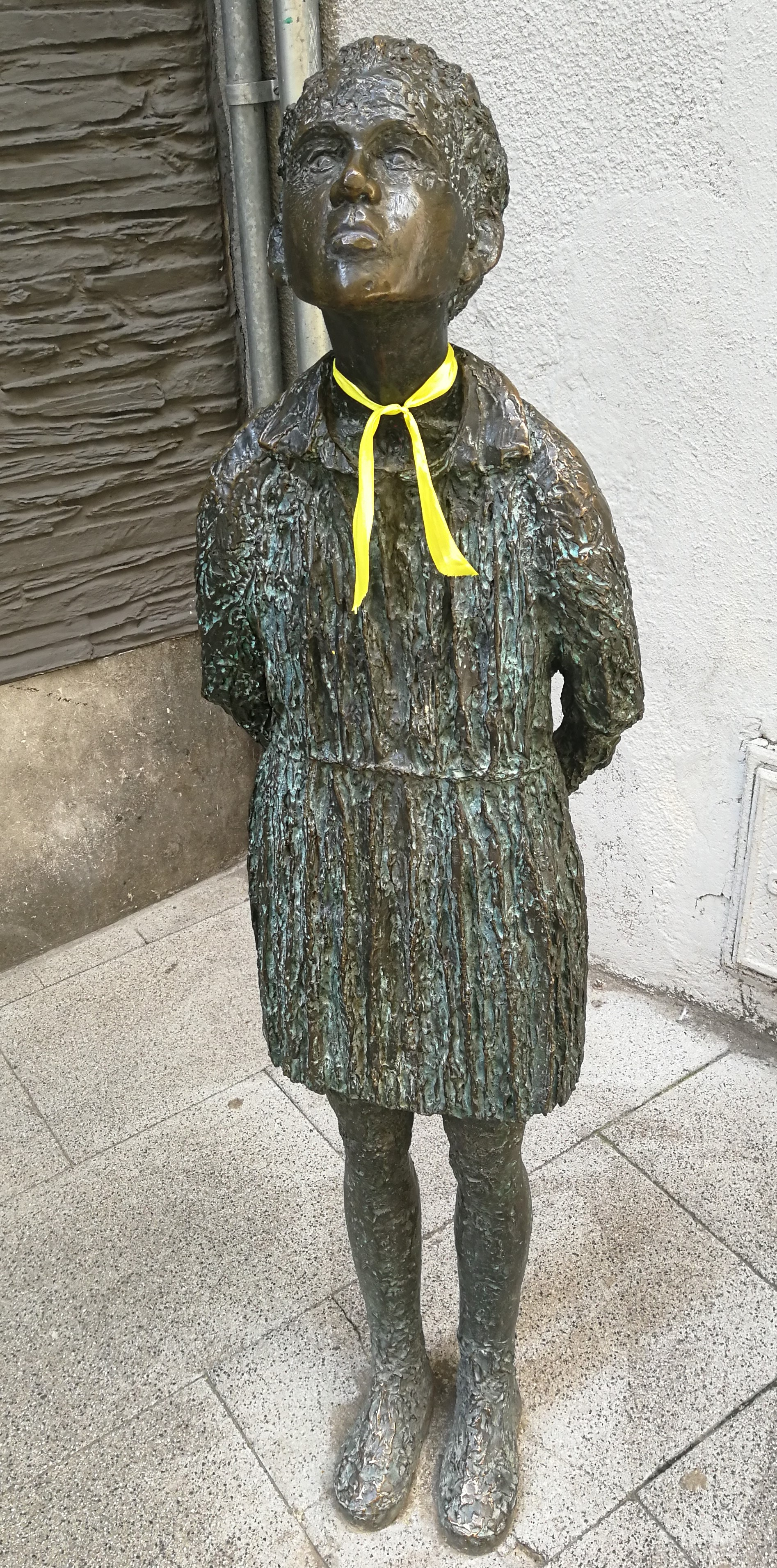
Anna Manel·la (1993): Figur „Sense Lluna“ (Ohne Mond), Carrer de Sant Tomàs (Olot)

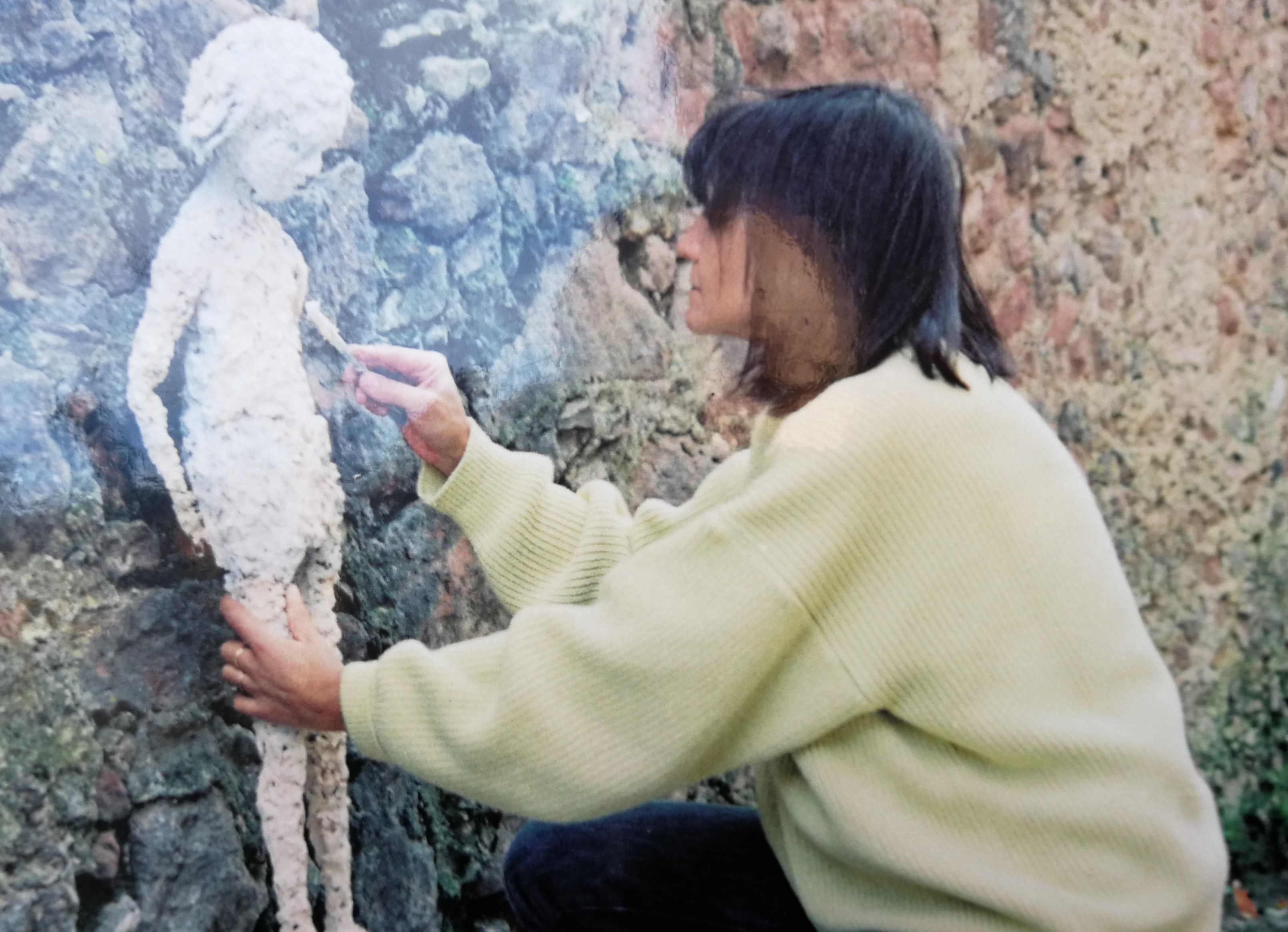
Anna Manel·la 1992 bei der Einrichtung ihrer Figur „Secrets“ (Geheimnisse) in Santa Pau, am Fuße der Burg (Foto auf öffentlichem Hinweisschild)

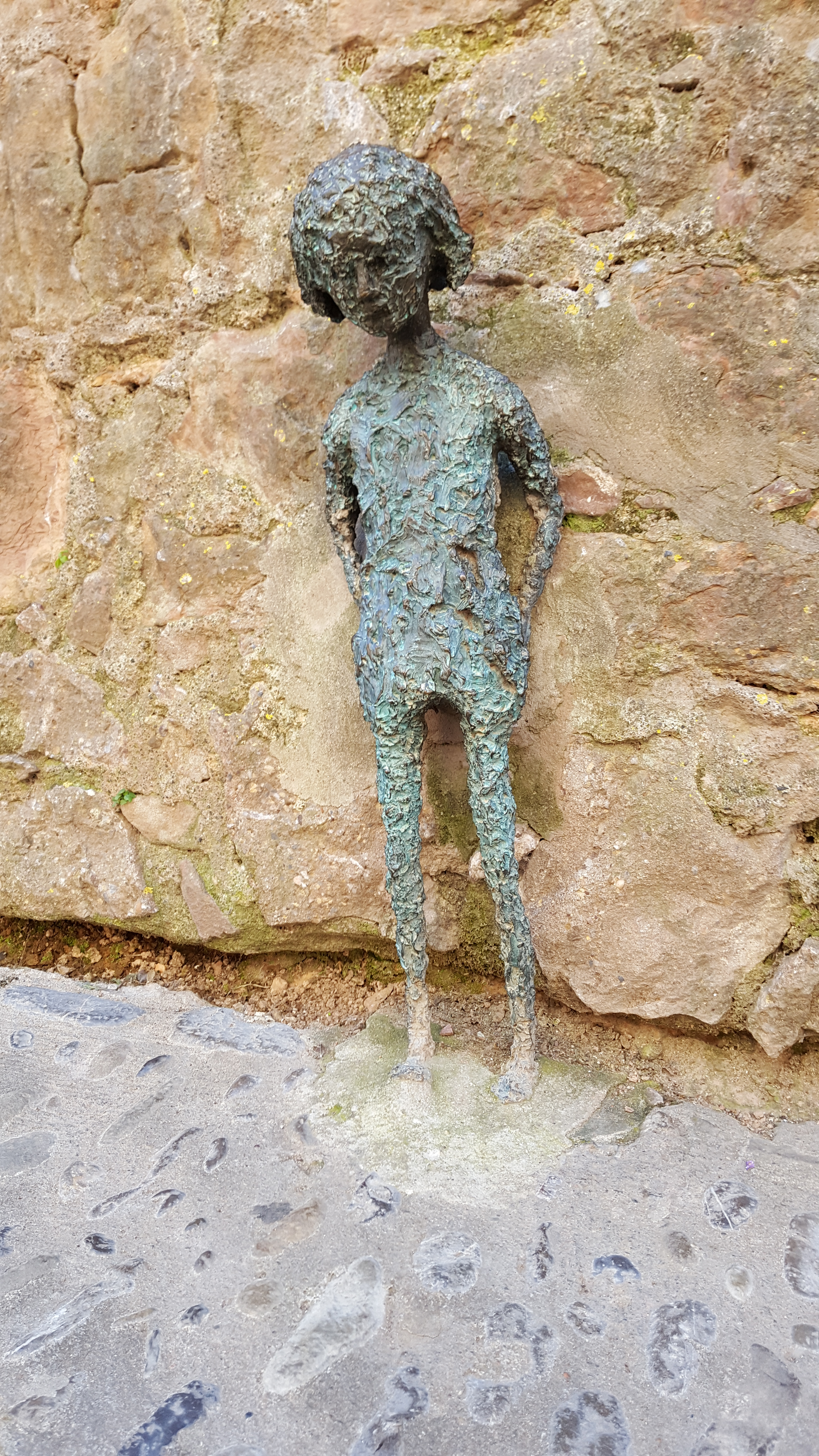
Anna Manel·la 1992: Figur „Secrets“ (Geheimnisse), (Santa Pau, am Fuße der Burg)

Anna Manel·la, auch Anna Manel·la i Llinàs (* 1. Juni 1950 in Olot; † 11. Dezember 2019), war eine katalanische Bildhauerin, Zeichnerin und Malerin. Sowohl ihr bildnerisches Werk als auch ihre Skulpturen zeichnen sich durch eine besondere, herbe Schlichtheit aus. Anna Manel·la vermittelte die menschliche Zerbrechlichkeit in tiefer, ernsthafter und stiller Weise in die bildende Kunst und setzte so die Fragezeichen, die das Leben stellt, in Kunst. Sie lebte und arbeitete in der Künstlerstadt Olot in Katalonien. Mehrere ihrer Skulpturen sind im öffentlichen Raum zugänglich. Sie starb nach längerer Krankheit am 11. Dezember 2019 im Alter von 69 Jahren.

## Ausbildung und Wirken
Anna Manel·la besuchte die private Grundschule bei Francesc Ferrer i Fins in Olot. Anschließend besuchte sie die Sekundarschule am Col·legi de les monges del Cor de Maria (Kollegium der Nonnen vom Herzen Marias) in Olot. Von 1967 bis 1969 studierte sie in Barcelona an der Kunsthochschule La Llotja Skulptur, Zeichnung und Malerei. Sie absolvierte von 1976 bis 1978 Aufbaustudiengänge an der Kunstakademie in Olot und 1979 an der Kunsthochschule Ll. Sanvisens in Barcelona. In der Kunstwerkstatt Marzo Mart des Gravurkünstlers Manuel Marzo Martínez  in Sant Feliu de Guíxols arbeitete sie sich 1979 in die künstlerische Gravur ein.
Gut vorbereitet durch ihre Ausbildung gab sie ihre erste Ausstellung 1979 in der Galerie Sant Lluc von Olot. Bereits hier präsentierte sie die für sie typischen subtil-fragilen Figuren. In den 1980er Jahren folgten weitere Ausstellungen in Olot und Vic sowie in ganz Katalonien. 1985 nahm sie unter anderem am IV. Saló de Tardor de Barcelona (Herbstsalon von Barcelona) teil. Im selben Jahr nahm sie an Mostra d'Art de la Diputació de Girona (Kunstmesse von Girona) teil. 1986 beteiligte sich Manel·la an der Ausstellung Per la pau i el desarmament (Für den Frieden und die Abrüstung) in der Sala Carbonera in Olot. Im selben Jahr nahm sie an der zweiten Mostra von Girona teil. Danach beteiligte sich Manel·la sich an zahlreichen Einzel- und Gruppenausstellungen in Katalonien und im Ausland (darunter Ausstellungen in Frankreich, Deutschland, Schweden und Italien). 1996 nahm Anna Manel·la an der katalanisch-französischen Kunst-Biennale in Sant Joan de les Fonts teil und wurde dort für ihr künstlerisches Werk geehrt.
In den letzten Jahren des Bestehens der Assemblea d'Artistes de la Garrotxa (Vereinigung der Künstler der Garrotxa) war Anna Manel·la Mitglied dieser Künstlervereinigung. 1986 erhielt sie ein Stipendium der Generalitat de Catalunya für plastische Künste. Bei der Eröffnung der Ausstellung Pigment Famililabs in der Galerie Arcadi Calzada in Olot im Februar 2014 äußerte sich Manel·la vor zahlreichen Kindern und deren Eltern zu ihren inneren Kreativitätsprozessen.
Im öffentlichen Raum finden sich Figuren von Anna Manel·la in Italien in Cervaro (1990, „Monts“) und in Marola (1994, „Passes“), in Santa Pau (1992, „Secrets“), in Olot (1993, „Sense Lluna“), in Besalú (1994, „L'illa dels morts“), in Salt (1997, „Adéu“) und in Sant Boi de Llobregat (2001, „Infinit“).

## Zum Werk
Manel·las bildnerisches wie auch das bildhauerische Werk ist durch folgende ästhetische Parameter charakterisiert:
1. Eine schlichte Herbheit in der Gesamtpräsentation.
2. Eine besondere Fragilität der dargestellten Figuren.
3. Eine durch Nostalgie bestimmte Darstellung der Figuren.
4. In allen Figuren kommt ein starkes reflexives Moment zum Tragen.
5. Alle Figuren weisen eine besondere Form von Spiritualität auf.

Ab den 1990er Jahren hat Manel·la sehr viele Kinderfiguren geschaffen, die auffällig angeschlagen wirken. Die Arme fallen nach unten, das Gesicht ist zum Erdboden gewendet. Andere Figuren dagegen blicken fragend in einen Himmel, den es nicht zu geben scheint. Alle Figuren sind mit sehr spärlichen Mitteln geformt. Die Oberfläche oder Textur der Figuren ist immer rau und faltig gestaltet. In Ausstellungen positionierte Manel·la ihre Figuren oft in Gruppen, um sie so aus ihrer Vereinzelung herauszuführen. Eine wirkliche innere Einheit oder Geborgenheit bieten dann diese Gruppen dem Einzelnen auch nicht. Manel·las Figuren verbreiten auf geheimnisvolle, beklemmende und nebulöse Weise den Eindruck von Ohnmacht und Auf-Sich-Gestellt-Sein im Angesicht des Rätsels des Lebens. All diese aufgeführten Aspekte ihrer Kunst reflektierte Manel·la in einer herausragenden poetischen Intensität. In Manel·las Figuren kommt ihre existentialistische Grundhaltung deutlich zum Tragen. Der Kunsthistoriker Xavier Amir qualifizierte ihr Werk als „von der Basis her realistisch mit ausgeprägten Zügen ins Symbolhafte und Expressive“. Er attestierte Manel·la eine außergewöhnliche künstlerische Persönlichkeit.

## Privates
Anna Manel·la war seit 1969 mit Pere Puigbert verheiratet. Das Paar hatte drei Kinder.